# Brad Poston
Bradley James Poston (Florence, 16 febbraio 1984) è un ex giocatore di football americano statunitense, che ha giocato come offensive lineman.
Dopo aver giocato per la squadra universitaria statunitense dei Coastal Carolina Chanticleers non ha proseguito la carriera nel football giocato, ad eccezione della partecipazione al mondiale 2007 con la nazionale che ha vinto il titolo.

## Palmarès
- 1 Mondiali (2007)